# Rabil
Rabil é uma povoação situada no centro ocidental da Ilha da Boa Vista, em Cabo Verde. Encontra-se integrada na freguesia de Santa Isabel.

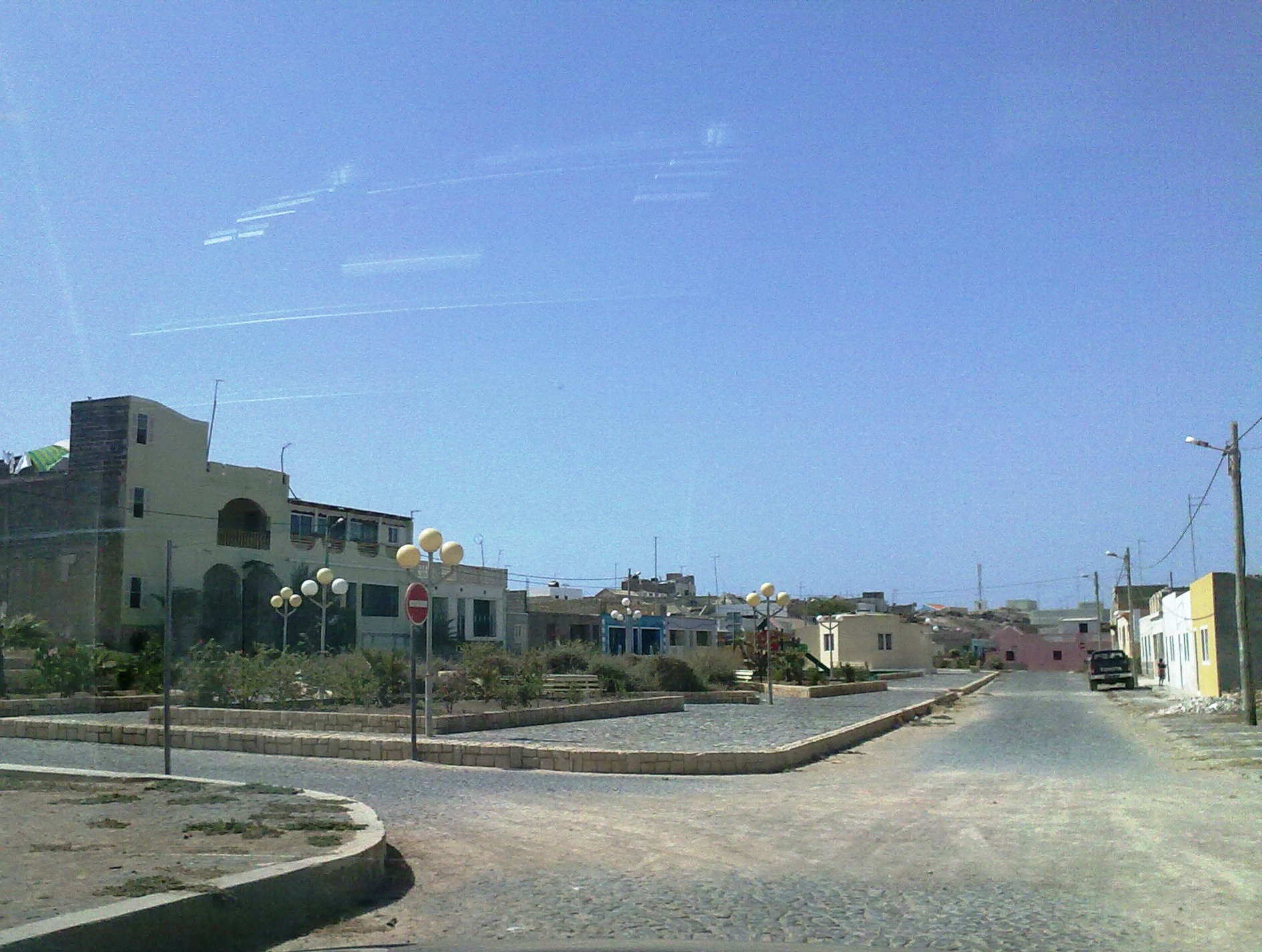
Praça em Rabil

Nela habitam muitos dos trabalhadores do turismo da ilha, assim como agricultores. Dispõe de uma escola de olaria, onde são feitas peças de artesanato, tais como jarros, mosaicos e pequenas tartarugas. Apresenta também alguns restaurantes.
É banhada pela chamada Ribeira do Rabil.
Nas suas imediações, situam-se o Aeroporto Internacional de Rabil, que serve a Ilha da Boa Vista, e a Praia de Chaves.

## Celebrações
Nos dia 3 e 4 de maio, celebram-se em Rabil as festas de Santa Cruz, incluindo uma missa e uma procissão.